# Nacaduba aphya
Nacaduba aphya är en fjärilsart som beskrevs av Hans Fruhstorfer 1916. Nacaduba aphya ingår i släktet Nacaduba och familjen juvelvingar. Inga underarter finns listade i Catalogue of Life.